# Dampierre-et-Flée
Dampierre-et-Flée település Franciaországban, Côte-d’Or megyében. Lakosainak száma 136 fő (2022. január 1.). Dampierre-et-Flée Fontenelle, Beaumont-sur-Vingeanne, Bèze, Bourberain, Licey-sur-Vingeanne, Attricourt és Lœuilley községekkel határos.

## Népesség
A település népességének változása:
| Lakosok száma | 107  | 94   | 110  | 108  | 147  | 145  | 135  | 131  | 130  | 136  |
|               | 1968 | 1982 | 1990 | 2006 | 2013 | 2015 | 2017 | 2019 | 2020 | 2022 |